# Jenny Wolf
Jenny Wolf (Berlín Oriental, RDA, 31 de enero de 1979) es una deportista alemana que compitió en patinaje de velocidad sobre hielo. 
Participó en cuatro Juegos Olímpicos de Invierno, entre los años 2002 y 2014, obteniendo una medalla de plata en Vancouver 2010, en la prueba de 500 m, el sexto lugar en Turín 2006 y el sexto en Sochi 2014, en la misma prueba.
Ganó cuatro medallas de oro en el Campeonato Mundial de Patinaje de Velocidad sobre Hielo en Distancia Individual entre los años 2007 y 2011, y tres medallas en el Campeonato Mundial de Patinaje de Velocidad sobre Hielo en Distancia Corta entre los años 2008 y 2010.

## Palmarés internacional
| Juegos Olímpicos                           | Juegos Olímpicos                | Juegos Olímpicos  | Juegos Olímpicos      |
| Año                                        | Lugar                           | Medalla           | Prueba                |
| ------------------------------------------ | ------------------------------- | ----------------- | --------------------- |
| 2010                                       | Vancouver (Canadá)              | Medalla de plata  | 500 m                 |
| Campeonato Mundial en Distancia Individual |                                 |                   |                       |
| Año                                        | Lugar                           | Medalla           | Prueba                |
| 2007                                       | Salt Lake City (Estados Unidos) | Medalla de oro    | 500 m                 |
| 2008                                       | Nagano (Japón)                  | Medalla de oro    | 500 m                 |
| 2009                                       | Richmond (Canadá)               | Medalla de oro    | 500 m                 |
| 2011                                       | Inzell (Alemania)               | Medalla de oro    | 500 m                 |
| Campeonato Mundial en Distancia Corta      |                                 |                   |                       |
| Año                                        | Lugar                           | Medalla           | Prueba                |
| 2008                                       | Heerenveen (Países Bajos)       | Medalla de oro    | Clasificación general |
| 2009                                       | Moscú (Rusia)                   | Medalla de plata  | Clasificación general |
| 2010                                       | Obihiro (Japón)                 | Medalla de bronce | Clasificación general |